# Lars Ridderstedt
Lars Olof Jacob Ridderstedt, född 24 oktober 1924 i Falun, död 6 juni 2009 i Uppsala, var en svensk präst, teolog och kyrkobyggnadsexpert.

## Utbildning och karriär
Ridderstedt blev filosofie kandidat i konsthistoria 1956 och teologie doktor i kyrkovetenskap 1998. Tidigt hade två äldre bröder, Matts och Hans Ridderstedt, också blivit präster i Svenska kyrkan och en syster, Bengta, hade gift sig med Nils Bolander. En tredje bror var C. Erik Ridderstedt. 
Efter prästvigning 1957 var Ridderstedt 1958–1963 sekreterare i Sällskapet för kyrklig själavård (1960 namnändrat till Kyrkfrämjandet) och 1963-1972 generalsekreterare där. Åren 1962–1972 var han chef för Kyrkans byggnadsbyrå. År 1972 blev han kyrkoherde i Björklinge och 1974 kontraktsprost i Norunda.
Han blev ordförande i Småkyrkogruppen i Uppsala 1953, ledamot av ärkestiftets småkyrkonämnd 1955, sekreterare i Storstockholms planeringsråd för nya kyrkor 1966, ordförande i Kyrkfrämjandet 1975, ordförande i projektgruppen Framtidens kyrkorum vid Svenska kyrkans centralråd för evangelisation och församlingsarbete 1978–1984. Sakkunnig i civildepartementets kyrkobyggnadsutredning 1984–1986 och ledamot av Kungl Musikaliska akademiens orgelnämnd 1972–1992 var han även ordförande i museistiftelsen Bror Hjorths hus från 2006.

## Gärning
Ridderstedt var en drivande kraft vid byggandet av nya kyrkor i Sverige från 1950-talet och framåt. Vid 73 års ålder blev han teologie doktor på en avhandling om kyrkobyggande med titeln Adversus populum : Peter Celsings och Sigurd Lewerentz sakralarkitektur 1945-1975. I böckerna Kyrkan bygger (1959), och Kyrkan bygger vidare 1-2 (1960-1962 och 1974) har Ridderstedt presenterat modern svensk kyrkobyggnation. Hans skicklighet som tecknare framgår av enkla, träffande porträtt i hans bok om gravar och gravsatta i Uppsala. Ridderstedt var syssling med konstnärerna Erland Brand och Per Åhlin.

## Familj
Lars Ridderstedt var son till expeditören Jacob Ridderstedt och Hilda Mattsson. Han växte upp i Borlänge och ägnade sig åt sin släkt, deltog i organisationen av internationella sammankomster och skrev flera böcker om sina rötter och släktens hembygd, bland annat om Tjärna by. I över 40 år var han ordförande i en släktförening som han bildat i Tunabygden. 
Han var först gift med Gertrud Helena (Lena) Stenwall (1928–1969) och efter hennes död med diakonissan Ingrid Hansson. Av hans sex barn märks radiojournalisten Maria Ridderstedt. Ridderstedt är gravsatt på Transtrands kyrkogård.

## Kyrkor uppförda efter Ridderstedts ritningar
- Strömsbruks kyrka i Harmångers församling, Hälsingland, 1957
- Sunnersta kyrka i Gottsunda församling, Uppsala, 1968
- Sälens fjällkyrka i Transtrands församling, Dalarna, 1967
- Sågmyra kyrka i Bjursås församling, Dalarna, 1970
- Vallviks kapell i Ljusne församling, Hälsingland, 1955

## Galleri

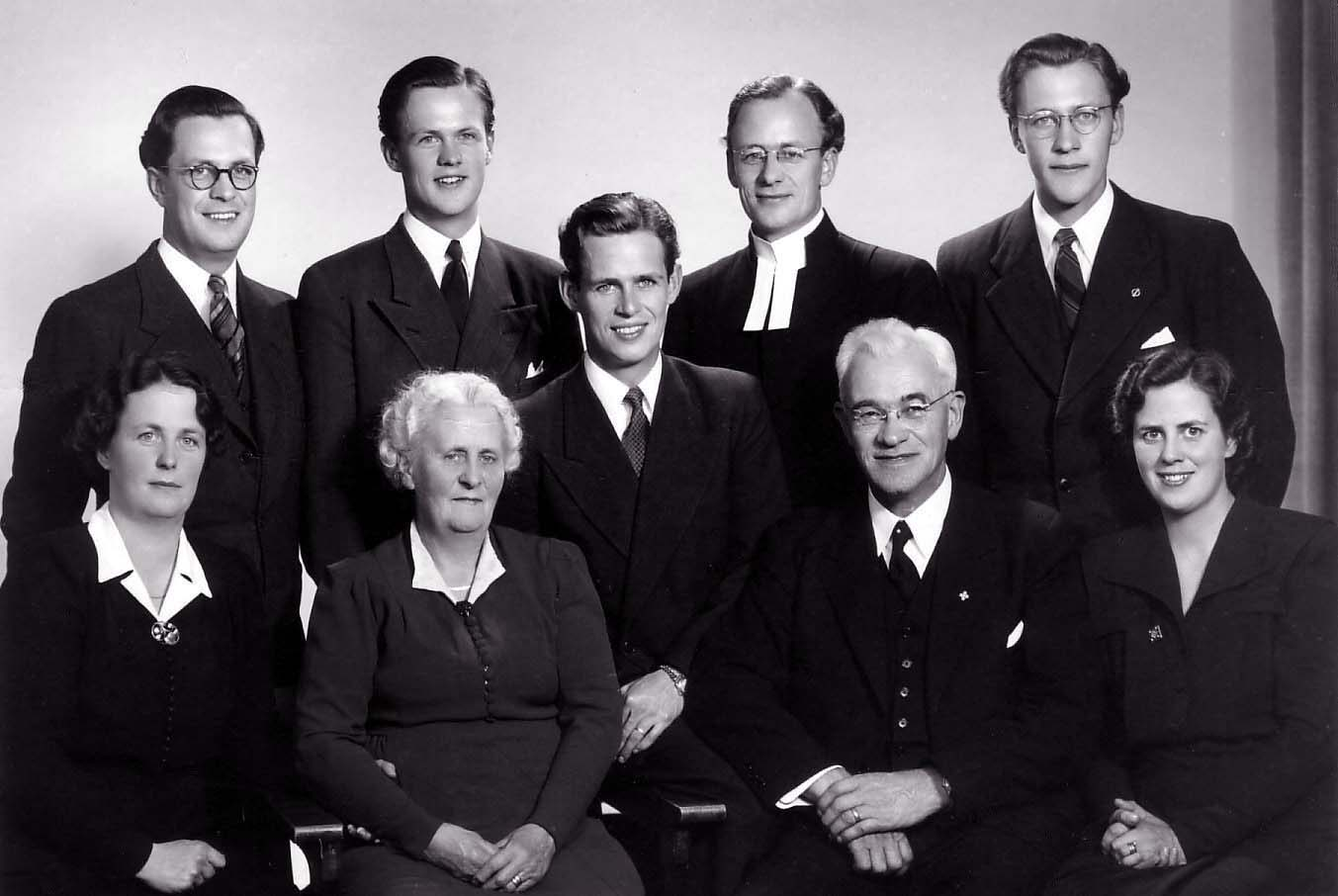
Ridderstedt med föräldrarna och syskonen cirka 1948
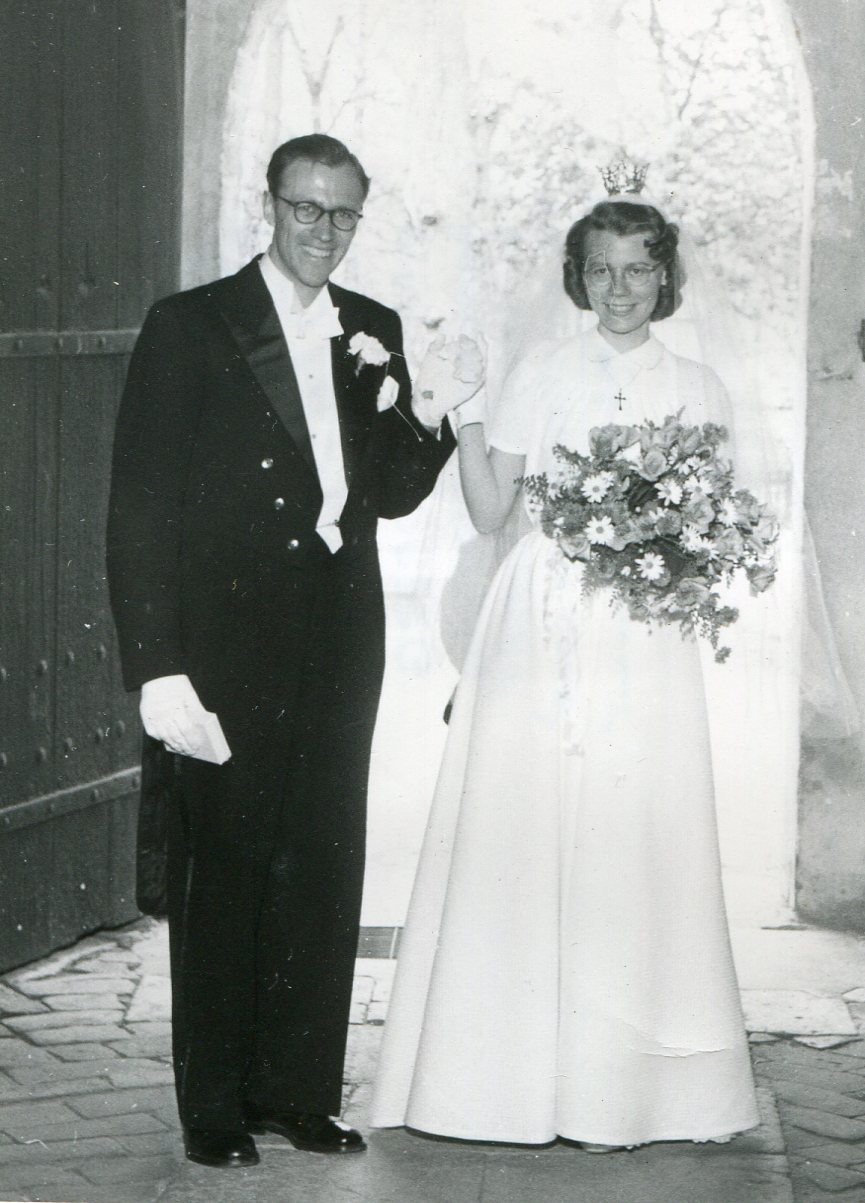
Ridderstedt vid vigseln med Lena Stenwall 1952 i Gamla Uppsala kyrka
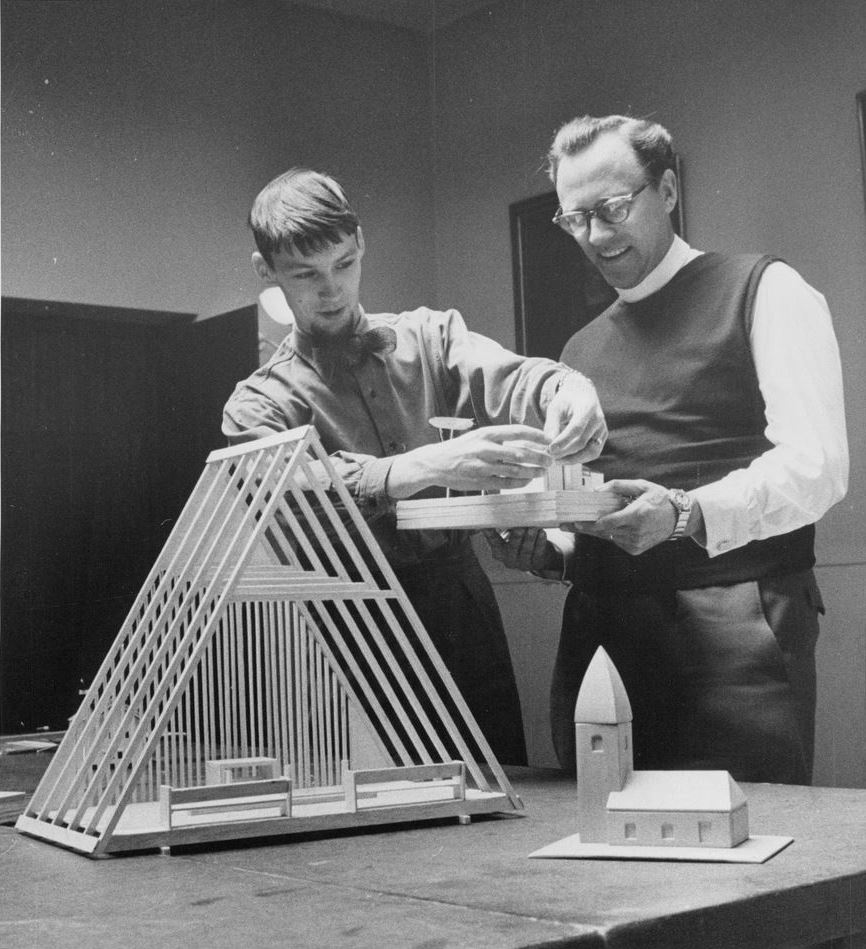
Ingemar Goliath och Lars Ridderstedt iordningställer kyrkomodeller inför Nordiska småkyrkokonferensen i Stockholm 1960
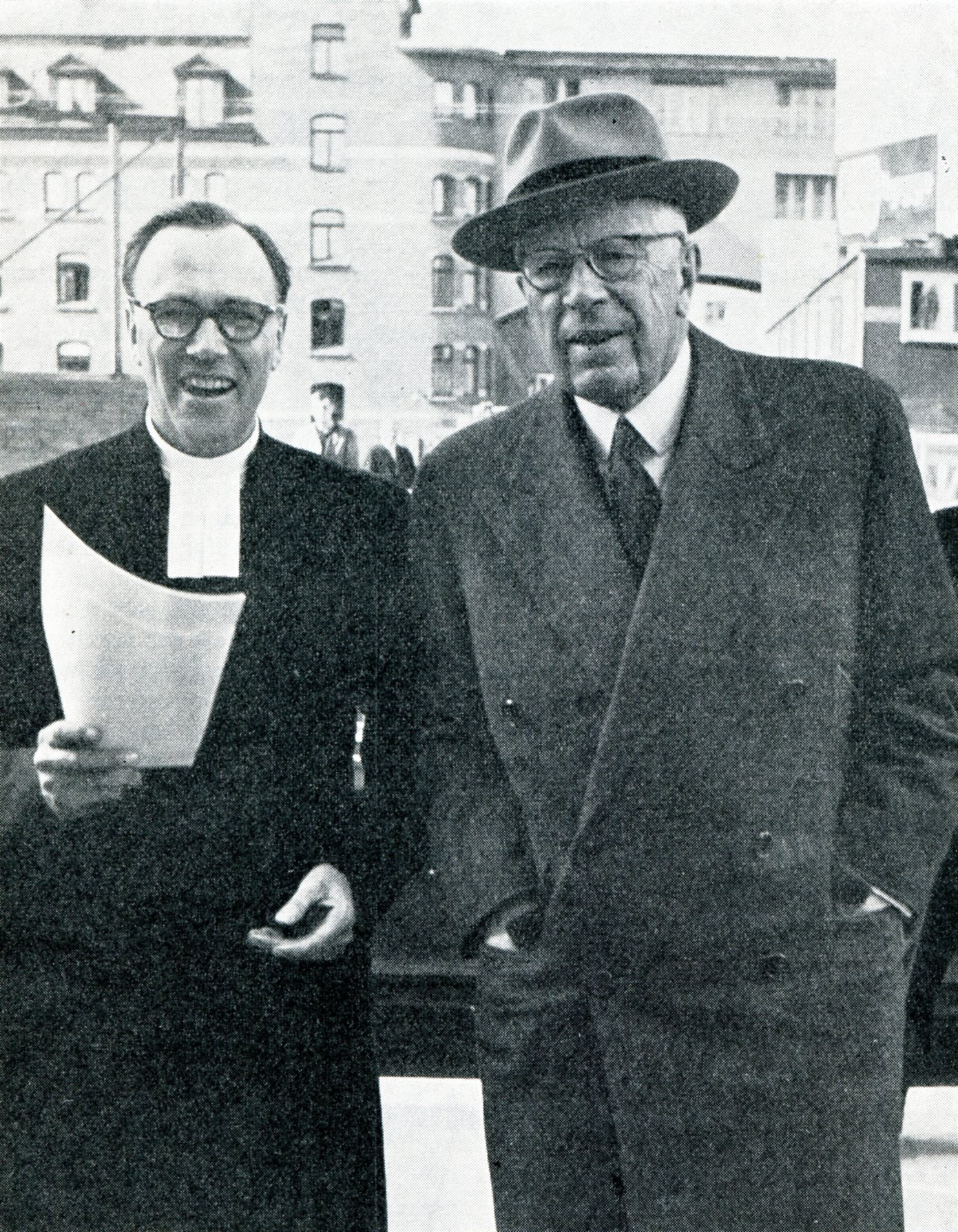
Ridderstedt tar emot kung Gustaf VI Adolf vid Klara kyrka 1962
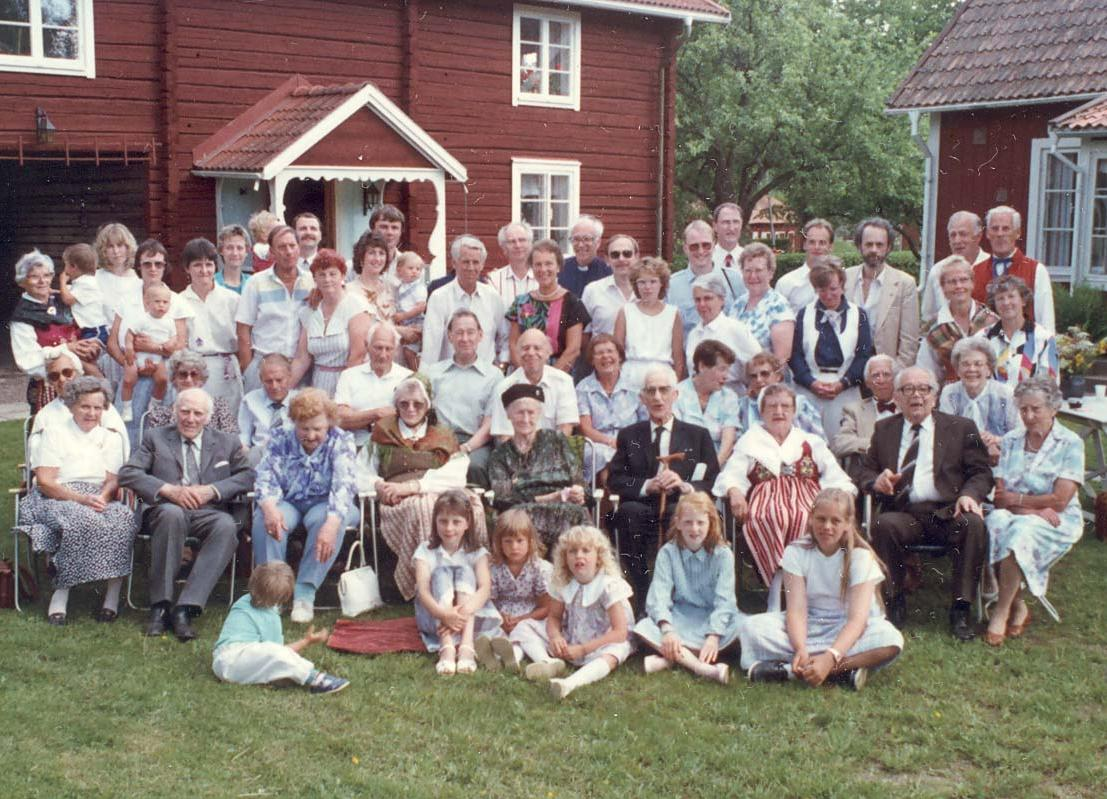
En av Ridderstedts många släktsammankomster i Borlänge 1988
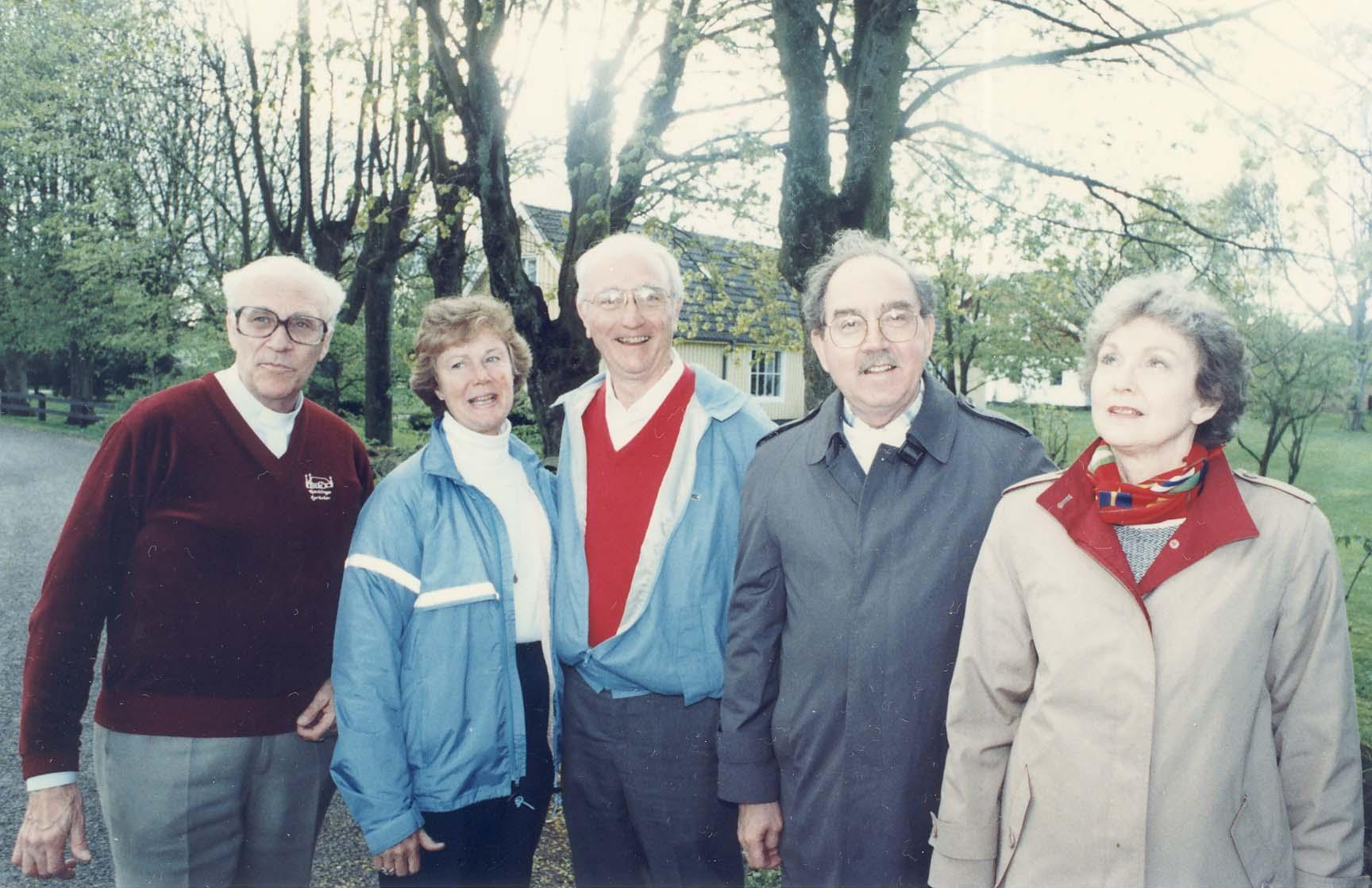
Ridderstedt visar sysslingen Stanley Truhlsen omkring i Göinge 1988
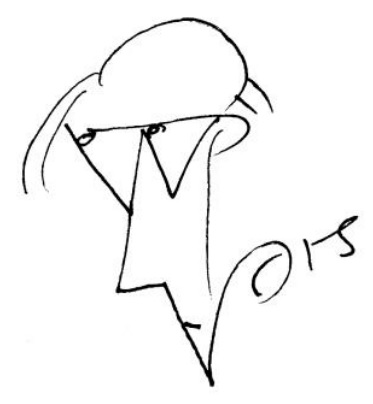
Självporträtt 1993
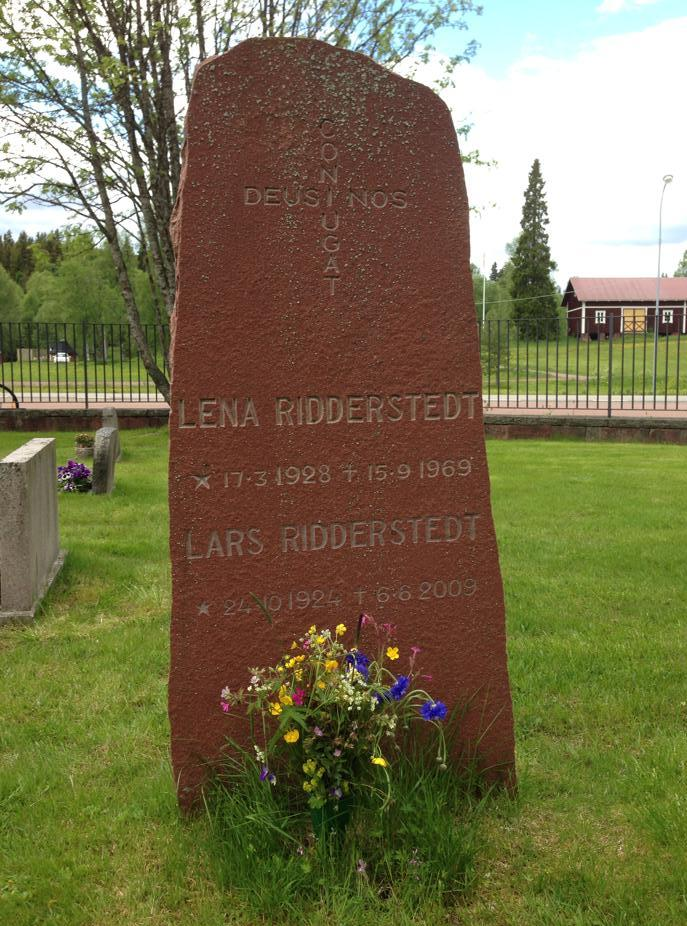
Ridderstedts grav i Transtrand 2013